# Даница Вукићевић
Даница Вукићевић (Ваљево, 1959) српски је писац. Пише поезију и прозу.

## Биографија
Основну школу, IX гимназију и Филолошки факултет завршила је у Београду (одсек Општа књижевност и теорија књижевности). Члан је Српског књижевног друштва.
Ради као лектор-редактор, бави се књижевном критиком и есејистиком. Живи у Београду.

## Награде
- Награда „Pro-Femina”, за збирку Када сам чула гласове, 1995.
- Награда „Биљана Јовановић”, за књигу поезије Лук и стрела, 2007.
- Награда „Милица Стојадиновић Српкиња“, за књигу поезије Високи фабрички димњаци, 2013.[2]
- Награда „Кондир Косовке девојке”, 2022.
- Нинова награда, за роман Унутрашње море, 2023.[3]

## Дела

### Поезија
- Као хотел на ветру (КОС, Пегаз, књига 106, Београд, 1992, збирка - поезија)
- Када сам чула гласове ( Матица српска, Нови Сад, 1995, збирка - поезија)
- Шаманка ( Центар за стваралаштво младих, Београд, 2001, збирка - поезија)
- Лук и стрела ( Повеља, Библиотека Стефан Првовенчани, Краљево, 2006, збирка - поезија )
- Прелазак у једну другу врсту ( Просвета, Београд, 2007, збирка - поезија)
- Високи фабрички димњаци (Повеља, Краљево, 2012)[4]

### Проза
- На плажама ( Рад, библиотека Кључеви, Београд, 1998, збирка кратке прозе),
- Живот је горила ( КОВ, Вршац, 2000, збирка-проза),
- Унутрашње море, роман (Нојзац, Београд, 2022),

## Заступљеност у часописима и антологијама
- 1997, . pp. 142–145,
- Мачке не иду у рај, Радмила Лазић, антологија савремене женске поезије, самиздат FREE B-92, 2000. pp. 157–167,
- , , превела Силвија Монрос-Стојаковић. pp. 119, rute 2000, бр. 43-44, Cordoba Espana,
- Прича за крај века, приредио Срђан В. Тешин, Кикиндске новине, мануфактура за поправку, Кикинда, 2000. pp. 41–45,
- Мала кутија, Михајло Пантић, најкраће српске приче XX века, Југословенска књига, Београд, 2001. pp. 208,
- Српске прозаиде, Бојана Стојановић-Пантовић, антологија песама у прози, Нолит, Београд, 2004. pp. 239–257,
- Антологија новије српске поезије, деведесете године, двадесети век, Гојко Божовић, Граматик, 2005,
- , 225/2005-2006, превела Agnieszka Lasek. pp. 132–135.